# Yacimiento arqueológico de Armiña
En la literatura arqueológica se viene denominando yacimiento arqueológico de Armiña al situado en el nivel inferior de la cueva de Atxurra (municipio de Berriatúa, Vizcaya, País Vasco, España).

## Nomenclatura

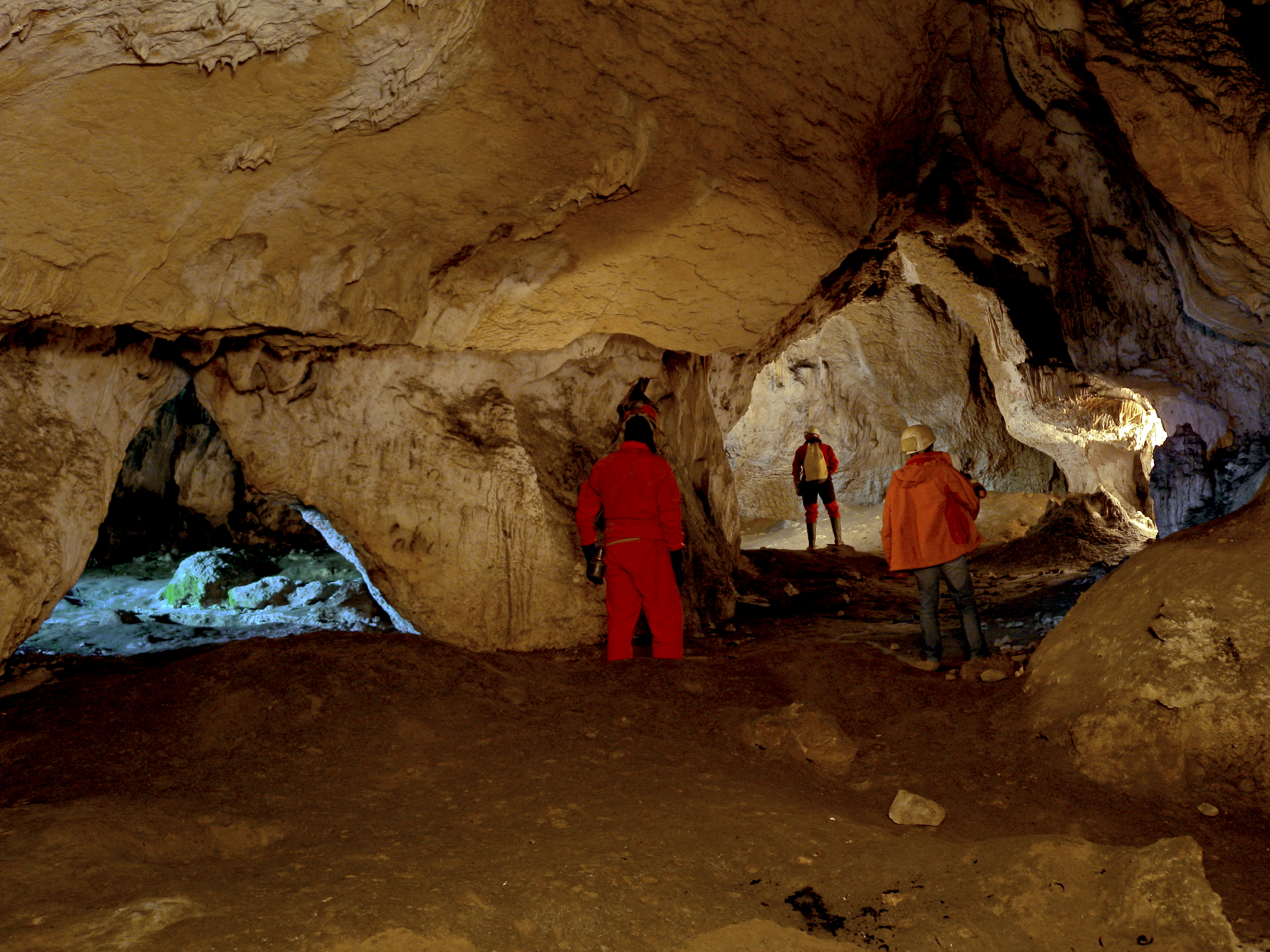
Primeros metros del piso inferior de la cueva de Atxurra. ADES

Esta denominación de Armiña está sujeta a controversia, ya que algunos sugieren que se trata de un error de bulto cometido en torno a 1917, que viene siendo arrastrado desde entonces de publicación en publicación, dando lugar a confusiones, como la de la Carta Arqueológica de Vizcaya de 1982, donde se reseña este yacimiento, pero atribuyéndole la topografía del Sistema de las Lamiñas (error explicable porque, fuera del ámbito arqueológico, nadie conoce como Armiña a esta cavidad). Así, dichas fuentes defienden que habría que caracterizar este yacimiento como uno más de los varios que se encuentran en la cueva de Atxurra, y que se distinguen fácilmente especificando el lugar de la gruta en el que se encuentran.

## Historia
Este yacimiento del nivel inferior es localizado a principios del siglo XX por Augusto Gálvez-Cañero (aunque en 1882, Ramón Adán de Yarza y José María Solano ya habían recogido diversos restos paleontológicos, entre ellos Ursus spelaeus, en el nivel superior), quien practicó una cata donde aparecieron materiales magdalenienses. Fueron examinados por Edouard Harlé en 1909, quien determinó entre ellos Rangifer tarandus, resultando ser el primer vestigio de reno encontrado en Vizcaya. Actualmente está en proceso de revisión por parte del equipo de Joseba Rios-Garaizar y Diego Garate.